# Ledermanniella cristata
Ledermanniella cristata là một loài thực vật có hoa trong họ Podostemaceae. Loài này được (Engl.) C.Cusset mô tả khoa học đầu tiên năm 1974.